# Statuia Lupa Capitolina din Cluj-Napoca

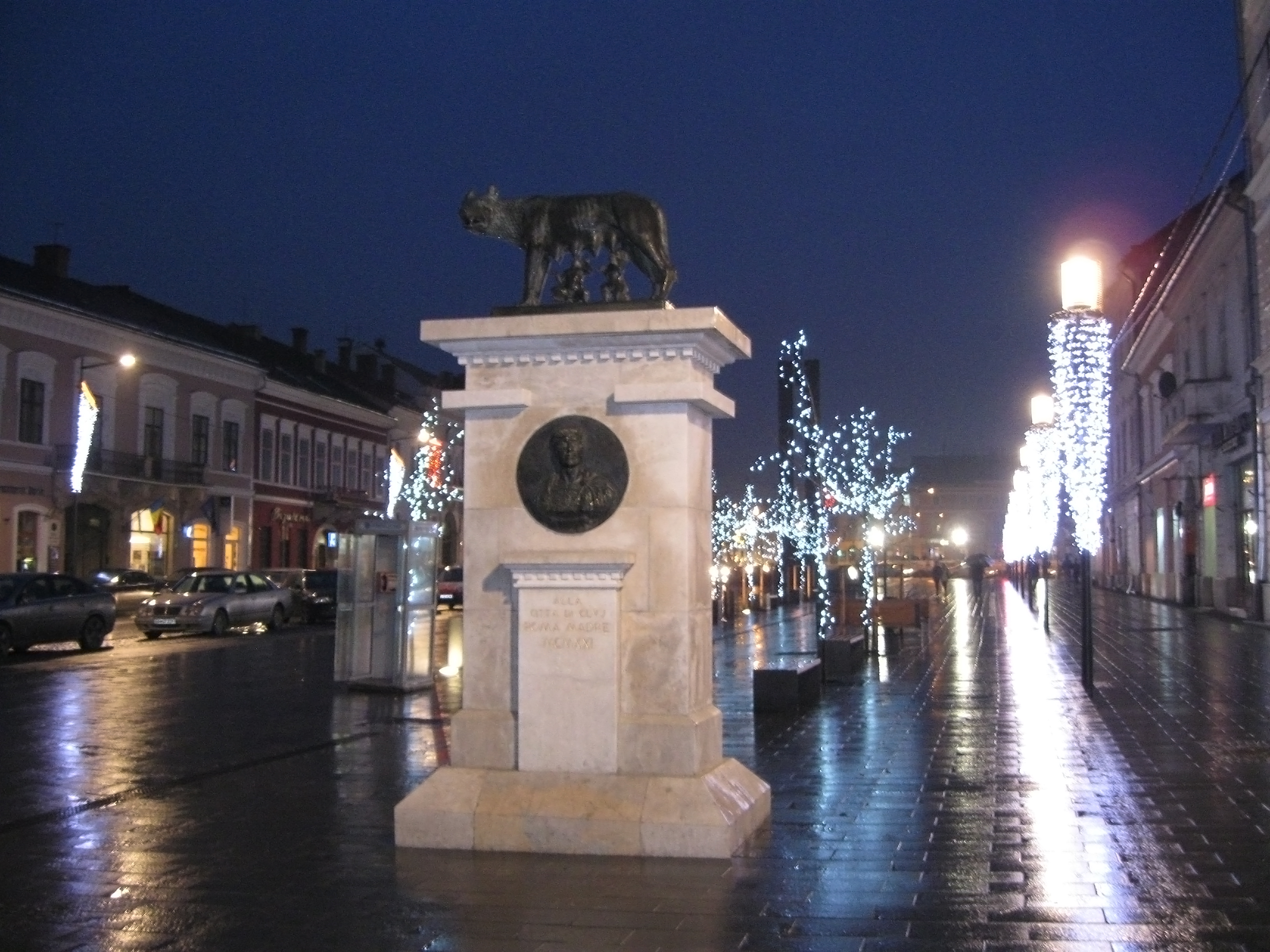
Lupa Capitolina

Statuia Lupa Capitolina din Cluj-Napoca, colocvial Statuia Lupoaicei, este o copie a Lupei Capitolina din Roma, dăruită în anul 1921 de municipalitatea din Roma orașului Cluj, ca simbol al legăturii de latinitate între Italia și România.

## Istoric
Statul italian a făcut cadou României în anul 1921 două copii ale statuii lupoaicei de pe Capitoliu (Lupa Capitolina). O copie a fost trimisă la Cluj, iar cea de a doua la Chișinău, drept simboluri ale unității românilor din zonele unificate cu Regatul Român. 
Monumentul este o copie fidelă a lupoaicei de pe Capitoliu, cu Romulus și Remus. Soclul monumentului din Cluj a fost prevăzut cu un basorelief al împăratului Traian, lucrare executată în bronz de sculptorul Ettore Ferrari (1849-1930), și cu inscripția ALLA CITTÀ DI CLVJ, ROMA MADRE, MCMXXI. A fost hotărâtă amplasarea monumentului în Piața Unirii, în fața statuii lui Matei Corvin, iar festivitatea de dezvelire a avut loc la 28 septembrie 1921, fiind prezidată de Iulian Pop, primul primar român al municipiului, în prezența a numeroși locuitori.

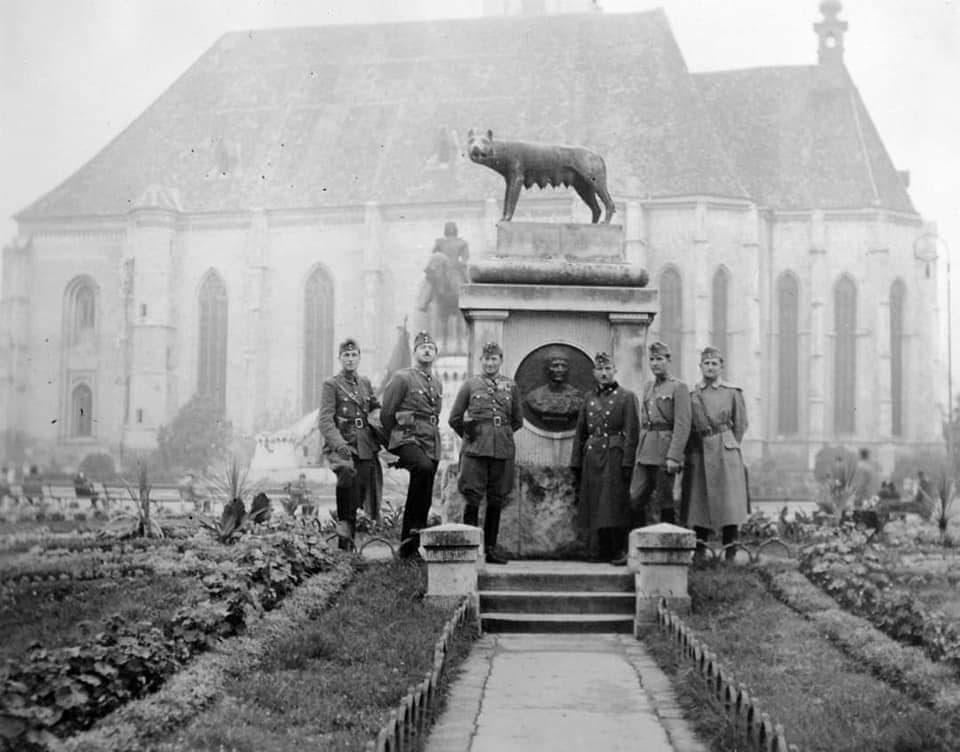

Odată cu Dictatul de la Viena, din 1940, în timpul exodului forțat al unei părți importante a populației românești, statuia a luat și ea calea refugiului pentru a fi pusă la adăpost. Între 1940-1944, din motive de siguranță, a fost dusă în municipiul Sibiu. Dupa unele poze aparute s-ar putea totus ca aceste informatii sa nu fie corecte sau complete. Pe poze apar soladati in uniforma maghiara in fata statuii facute dupa ocuparea Clujului de către administratia Ungara. Statuia nu este completa lipsind figurinele lui Romulus si Remus. 
După cel de-Al Doilea Război Mondial, statuia a revenit la Cluj, dar noul climat politic existent nu a permis reinstalarea statuii pe locul original, de aceea ea a fost montată în anul 1967, la inițiativa profesorului Constantin Daicoviciu, în fața clădirii centrale a Universității pe strada M.Kogălniceanu, unde a rămas până în 1973, când statuia a fost mutată la intersecția Bd. Eroilor cu Piața Unirii, pe locul ei din fața Universității fiind amplasat grupul statuar Școala Ardeleană.
În anul 1994 statuia a fost luată de pe amplasamentul său de la intersecția Bd. Eroilor cu Piața Unirii și a fost înlocuită cu Monumentul Memorandiștilor, ridicat în cinstea memorandiștilor care au avut puterea de a se ridica contra măsurilor de deznaționalizare a românilor luate de guvernul austro-ungar. Evenimentul a avut loc la exact 100 de ani de la osândirea la temniță a memorandiștilor. Statuia Lupoaicei a fost mutată la Muzeul de Istorie a Transilvaniei, unde a fost restaurată de sculptorul Liviu Mocan, iar in 2007 de sculptorul Kolozsi Tiberiu, ulterior ea fiind amplasată la jumătatea Bulevardului Eroilor.
În 2006, după începerea șantierului de pe Bulevardului Eroilor, statuia a fost îndepărtată de pe amplasament.
Pe 29 noiembrie 2008, Lupa Capitolina a revenit pe soclul său de pe Bulevardul Eroilor, în fața catedralei greco-catolice Schimbarea la Față.

## În cultura populară
Scriitorul Augustin Buzura a scris în romanul Orgolii (1977) că, în zilele Dictatului de la Viena (1940), au avut loc demonstrații masive la Cluj împotriva cedării părții de nord a Transilvaniei către Ungaria Horthystă, cedare impusă de Germania Nazistă și Italia Fascistă, iar un grup de țărani aflați în fața statuii Lupoaicei dăruite României de statul italian a strigat din răsputeri: „Duce, duce, i-ați cățeaua și ți-o f...”.